# Juan Crisóstomo José de Sarratea
Juan José de Sarratea o simplemente José de Sarratea, nacido como Juan Crisóstomo José de Sarratea y Altolaguirre (Buenos Aires, Río de la Plata, 1775 - Lima, Perú, 30 de noviembre de 1862) fue un rico comerciante argentino que adhirió al movimiento emancipador y contribuyó desde su actividad a la guerra de Independencia Argentina y a las campañas de liberación de Chile y del Perú.
Fue considerado un hombre de gran capacidad e influencia en las primeras décadas del siglo XIX. Era hermano del patriota Manuel de Sarratea.

## Biografía

### Origen familiar y primeros años
Juan Crisóstomo José de Sarratea nació en 1775 en la ciudad de Buenos Aires, capital de la gobernación del Río de la Plata que formaba parte del entonces gran Virreinato del Perú, siendo hijo de los hidalgos Martín Simón de Sarratea e Idígoras (Oñate de Guipúzcoa, 1743 - Buenos Aires, 1811) quien fuera numerosas veces cabildante de Buenos Aires, administrador de la Real Casa de Niños Expósitos desde 1779 y del Hospital de Caridad desde 1788, además de prior del Real Consulado desde 1796, y de su esposa desde el 11 de febrero de 1767, Tomasa de Altolaguirre y Pando (n. 20 de diciembre de 1749).

### Actividades comerciales y la Revolución de Mayo
Se dedicó al comercio y adhirió a la revolución de Mayo de 1810, colaborando activamente en la preparación de las Expediciones Auxiliadoras al Alto Perú. Su hermano Manuel de Sarratea se convirtió en uno de los principales líderes del movimiento emancipador, desempeñándose como miembro del Primer Triunvirato, gobernador de la provincia de Buenos Aires y diplomático.

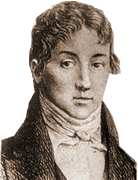
Manuel de Sarratea.

En junio de 1817 el Administrador de la Aduana Manuel José de la Valle dijo de él que "aquel honrado americano (...) hace honor a su patria y a su profesión, ha adeudado y satisfecho al Estado ingentes sumas en razón de derechos; paga todas las contribuciones que tiene sobre sí en su carrera y últimamente hizo generosos servicios públicos y privados a nuestro ejército del Perú". En ese mismo año actuó como fiador, junto a Francisco Belgrano, del préstamo que solicitó Vicente Anastasio Echevarría, para adquirir el armamento de la fragata corsaria La Argentina.
Fue dueño de un importante taller de sombrerería en la ciudad. El 18 de julio de 1818 presentó un escrito con Francisco Legrand al director supremo rioplatense Juan Martín de Pueyrredón abogando por la protección de la industria. Consiguieron así que Pueyrredón eximiera a sus operarios de concurrir a los ejercicios militares a que estaba obligada la mayor parte de la población.

### Campañas libertadoras de Chile y Perú
Pasó luego a Chile donde actuó como proveedor de la escuadra de ese país, como apoderado de su amigo Vicente Anastasio de Echevarría, principal armador de los corsarios al servicio de la independencia argentina y estableció una sociedad con Nicolás Rodríguez Peña operando desde Valparaíso.
Durante el proceso al capitán corsario Hipólito Bouchard, iniciado tras su regreso del Crucero corsario de La Argentina, el 30 de agosto de 1819 escribió con realismo a su armador Echevarría que "estos hombres se ven precisados de contemplar a Cochrane, y Guido no puede poner el negocio en su verdadero punto, no basta en atacar a Cochrane por su arbietrariedad, y comprometer al Director á una descición que yera el orguyo del Almirante, qe está más que nunca poseído contra lo que necesita nuestro país para su defensa." Y seguía: "Bouchard no quiere hacerse cargo de esto y se apresura demasiado, es verdad que tiene mucha, mucha razón (...) pero creo que en estos casos es necesario vesar qta manos haya y ponerse de rodillas si es necesario".
En 1820 fue junto a José de Riglos y Estanislao Lynch uno de los principales abastecedores del ejército patriota, contribuyendo a proveer a los buques del convoy de víveres frescos y secos.
Más allá de la evidente ganancia obtenida, el mismo general José de San Martín, que lo contaba entre sus amigos íntimos, le reconocía la ayuda brindada a su campaña: "Juan José de Sarratea, amigo mío y digno de todo aprecio por su patriotismo, y bellas cualidades, es uno de los empresarios que con sus fondos y trabajo personal contribuyeron tanto al apresto de la expedición libertadora."

### Independencia peruana y actividades mercantiles
Tras la liberación del Perú, extendió sus operaciones a Lima, ciudad donde estableció su domicilio.
Amigo de Bernardo de Monteagudo, tras su asesinato fue quien tomó a su cargo las exequias fúnebres y preservó sus manuscritos.
Sostuvo un largo pleito con el comerciante inglés Paulino Mackenzie a raíz de la adquisición del bergantín británico Juana Gordon y su cargamento en Valparaíso en 1821. Acompañó a Guayaquil a los enviados de San Martín arribando el 14 de noviembre de 1821 en la goleta Alcance. Allí fue el propietario de la primera prensa de imprenta en la ciudad.
En 1825 viajó por negocios a Inglaterra y una vez concluidos retornaría a su ciudad de residencia. Su sobrino Ángel Mariano de Monasterio (n. 1814), hijo de su hermana Juana María y del ingeniero militar hispano-argentino Ángel Augusto de Monasterio "el Arquímides de la Revolución de Mayo", se instaló siendo mayor de edad en su casa, hacia 1834, donde moriría soltero.
El gobierno peruano, por decreto supremo del 9 de agosto de 1845 para desarrollar la industria textil, contrató a Sarratea para importar gusanos de seda y maquinaria a vapor para hilar y torcer el producto homónimo, además de árboles y plantas de morera, cuyas hojas sirven de alimento a dichos gusanos, que serían remitidos a cada departamento nacional. Traspasaría la concesión en 1849 al presbítero José Francisco Navarrete, de meritoria trayectoria en el ámbito educativo.

### Fallecimiento
El patriota argentino y rico comerciante Juan José de Sarratea y Altolaguirre falleció, acompañado por sus hijos, el 30 de noviembre de 1862 en Lima, capital de la República del Perú, al cumplirse dos años de la nueva Constitución Política de dicho país, de tipo conservadora.